# Puneeth Rajkumar

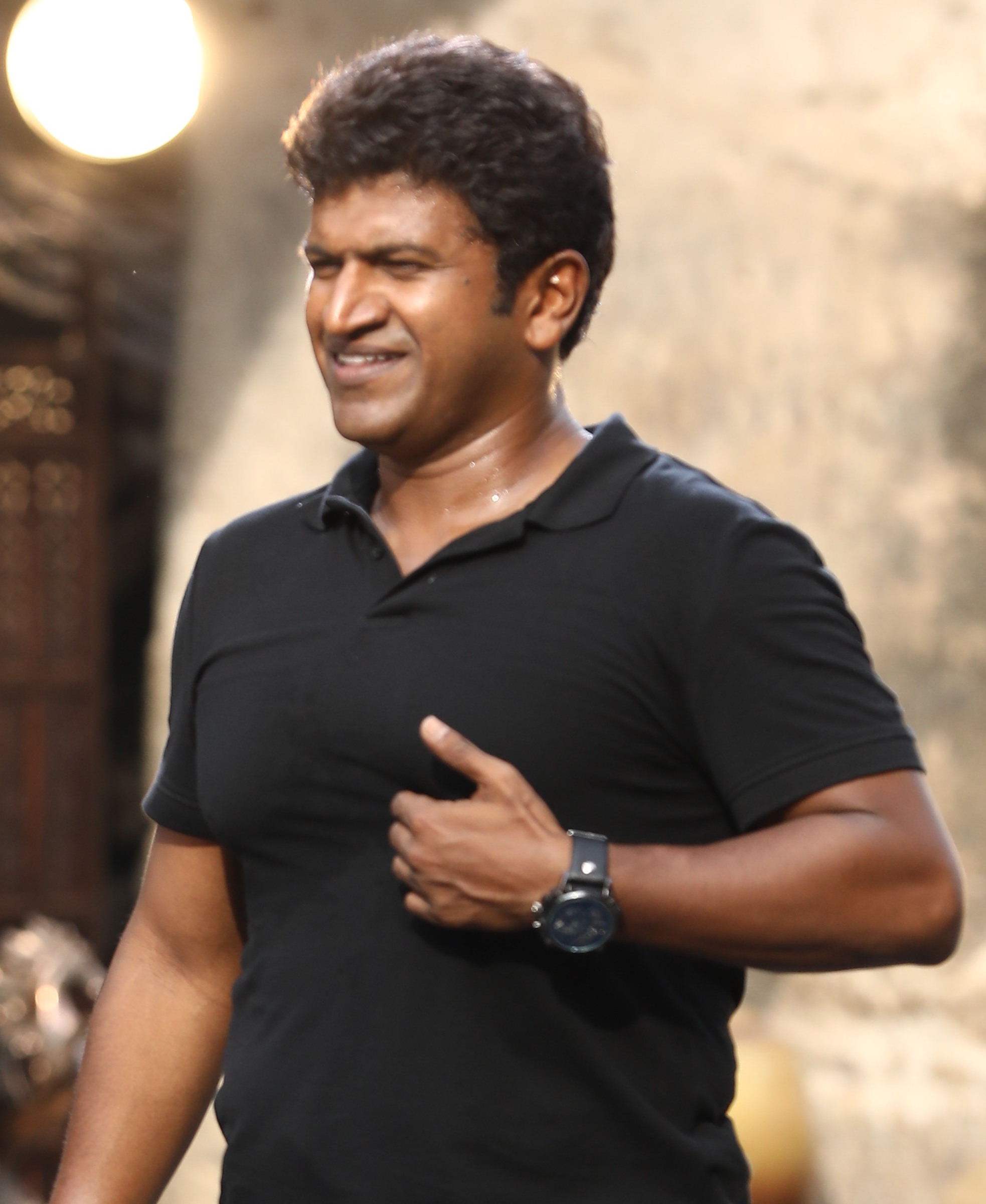
Puneeth Rajkumar (2017)

Puneeth Rajkumar (eigentlich Lohith Rajkumar; Kannada ಪುನೀತ್ ರಾಜ್‍ಕುಮಾರ್; * 17. März 1975 in Madras, Tamil Nadu; † 29. Oktober 2021 in Bengaluru, Karnataka) war ein indischer Schauspieler und Sänger.

## Leben
Der Sohn von Filmschauspieler Rajkumar und der Filmproduzentin Parvathamma Rajkumar kam durch seine Eltern als Schauspieler in die Kannada-Filmindustrie. Er war der jüngste Bruder von Shiva und Raghavendra Rajkumar. In den 1980er Jahren war er regelmäßig als Kinderdarsteller eingesetzt worden. Er erhielt für seine Rolle in dem von seiner Mutter produzierten Film Bettada Hoovu den National Film Award als bester Kinderdarsteller für das Jahr 1985.
Seit Dezember 1999 war er mit Ashwini Rewanth verheiratet; das Paar hat zwei Töchter. Er starb am 29. Oktober 2021 an einem Herzinfarkt.

## Filmografie (Auswahl)
- 2002: Appu
- 2003: Abhi
- 2004: Maurya
- 2004: Veera Kannadiga
- 2005: Aakash
- 2005: Namma Basava
- 2006: Ajay
- 2007: Arasu
- 2007: Milana
- 2008: Bindaas
- 2008: Vamshi
- 2009: Raam
- 2009: Raaj – The Showman
- 2010: Prithvi
- 2010: Jackie
- 2011: Hudugaru
- 2011: Paramathma
- 2012: Anna Bond
- 2012: Yaare Koogadali
- 2014: Ninnindale
- 2014: Power***
- 2015: Rana Vikrama
- 2015: Mythri
- 2016: Chakravyuha
- 2016: Doddmane Hudga
- 2017: Raajakumara
- 2017: Anjani Putra
- 2018: Humble Politician Nograj (Gastauftritt)
- 2019: Natasaarvabhowma